# 1969年至1970年香港甲組足球聯賽
1969–70年香港甲組足球聯賽（英語：Hong Kong First Division Football League），是第 59 屆香港甲組足球聯賽，本屆聯賽共有 12 隊參賽球隊，冠軍是怡和，他們以 22 場 15 勝 5 和 2 合共取得 35 分。怡和隊第 1 次贏得港甲冠軍。

## 外部連結
- 香港足球總會官網（页面存档备份，存于）
- 香港甲組足球聯賽 歷屆冠軍（页面存档备份，存于）